# Французько-радянська тема
Францу́зько-радя́нська те́ма — тема в шаховій композиції. Суть теми — кожний хибний слід, яких повинно бути щонайменше два, створює певне послаблення в позиції білих, і чорні, спростовуючи цей хибний слід, використовують це послаблення, а рішення задачі містить усі послаблення, які були у хибних слідах.

## Історія
Першу задачу на цю ідею опублікував у 1949 році фінський шаховий композитор Ян Ханнеліус (07.12.1916 — 07.03.2005). Певний час ідея була поза увагою проблемістів. Вперше її описав французький шаховий композитор Жак Савурнен (19.06.1930) в журналі «Tem-64» №61 в 1971 році. Цього ж року стаття була передрукована в ризькому журналі «Шахматы» №16.
Задача повинна мати щонайменше два хибних сліди. Кожний хибний слід спростовується чорними внаслідок створення, після хибного вступного ходу білих, певного послаблення в позиції білих. Вступний хід рішення створює всі послаблення, які почергово були в хибних слідах, але цей хід веде до мети, оскільки  на захисти чорних білі оголошують мати чорному королю.
Публікації статті стали поштовхом для розробки ідеї проблемістами Франції і Радянського Союзу, відповідно ідея дістала назву — французько-радянська тема.
|   | a | b | c | d | e | f | g | h |   |
| 8 | g8 білий слон · c7 білий слон · e7 чорний пішак · f7 чорна тура · b5 чорний пішак · h5 біла тура · a4 чорний король · g4 білий пішак · a3 білий пішак · d3 біла тура · e3 білий кінь · h3 чорний пішак · b1 білий кінь · e1 чорний кінь · g1 білий ферзь · h1 білий король | g8 білий слон · c7 білий слон · e7 чорний пішак · f7 чорна тура · b5 чорний пішак · h5 біла тура · a4 чорний король · g4 білий пішак · a3 білий пішак · d3 біла тура · e3 білий кінь · h3 чорний пішак · b1 білий кінь · e1 чорний кінь · g1 білий ферзь · h1 білий король | g8 білий слон · c7 білий слон · e7 чорний пішак · f7 чорна тура · b5 чорний пішак · h5 біла тура · a4 чорний король · g4 білий пішак · a3 білий пішак · d3 біла тура · e3 білий кінь · h3 чорний пішак · b1 білий кінь · e1 чорний кінь · g1 білий ферзь · h1 білий король | g8 білий слон · c7 білий слон · e7 чорний пішак · f7 чорна тура · b5 чорний пішак · h5 біла тура · a4 чорний король · g4 білий пішак · a3 білий пішак · d3 біла тура · e3 білий кінь · h3 чорний пішак · b1 білий кінь · e1 чорний кінь · g1 білий ферзь · h1 білий король | g8 білий слон · c7 білий слон · e7 чорний пішак · f7 чорна тура · b5 чорний пішак · h5 біла тура · a4 чорний король · g4 білий пішак · a3 білий пішак · d3 біла тура · e3 білий кінь · h3 чорний пішак · b1 білий кінь · e1 чорний кінь · g1 білий ферзь · h1 білий король | g8 білий слон · c7 білий слон · e7 чорний пішак · f7 чорна тура · b5 чорний пішак · h5 біла тура · a4 чорний король · g4 білий пішак · a3 білий пішак · d3 біла тура · e3 білий кінь · h3 чорний пішак · b1 білий кінь · e1 чорний кінь · g1 білий ферзь · h1 білий король | g8 білий слон · c7 білий слон · e7 чорний пішак · f7 чорна тура · b5 чорний пішак · h5 біла тура · a4 чорний король · g4 білий пішак · a3 білий пішак · d3 біла тура · e3 білий кінь · h3 чорний пішак · b1 білий кінь · e1 чорний кінь · g1 білий ферзь · h1 білий король | g8 білий слон · c7 білий слон · e7 чорний пішак · f7 чорна тура · b5 чорний пішак · h5 біла тура · a4 чорний король · g4 білий пішак · a3 білий пішак · d3 біла тура · e3 білий кінь · h3 чорний пішак · b1 білий кінь · e1 чорний кінь · g1 білий ферзь · h1 білий король | 8 |
| 7 | g8 білий слон · c7 білий слон · e7 чорний пішак · f7 чорна тура · b5 чорний пішак · h5 біла тура · a4 чорний король · g4 білий пішак · a3 білий пішак · d3 біла тура · e3 білий кінь · h3 чорний пішак · b1 білий кінь · e1 чорний кінь · g1 білий ферзь · h1 білий король | g8 білий слон · c7 білий слон · e7 чорний пішак · f7 чорна тура · b5 чорний пішак · h5 біла тура · a4 чорний король · g4 білий пішак · a3 білий пішак · d3 біла тура · e3 білий кінь · h3 чорний пішак · b1 білий кінь · e1 чорний кінь · g1 білий ферзь · h1 білий король | g8 білий слон · c7 білий слон · e7 чорний пішак · f7 чорна тура · b5 чорний пішак · h5 біла тура · a4 чорний король · g4 білий пішак · a3 білий пішак · d3 біла тура · e3 білий кінь · h3 чорний пішак · b1 білий кінь · e1 чорний кінь · g1 білий ферзь · h1 білий король | g8 білий слон · c7 білий слон · e7 чорний пішак · f7 чорна тура · b5 чорний пішак · h5 біла тура · a4 чорний король · g4 білий пішак · a3 білий пішак · d3 біла тура · e3 білий кінь · h3 чорний пішак · b1 білий кінь · e1 чорний кінь · g1 білий ферзь · h1 білий король | g8 білий слон · c7 білий слон · e7 чорний пішак · f7 чорна тура · b5 чорний пішак · h5 біла тура · a4 чорний король · g4 білий пішак · a3 білий пішак · d3 біла тура · e3 білий кінь · h3 чорний пішак · b1 білий кінь · e1 чорний кінь · g1 білий ферзь · h1 білий король | g8 білий слон · c7 білий слон · e7 чорний пішак · f7 чорна тура · b5 чорний пішак · h5 біла тура · a4 чорний король · g4 білий пішак · a3 білий пішак · d3 біла тура · e3 білий кінь · h3 чорний пішак · b1 білий кінь · e1 чорний кінь · g1 білий ферзь · h1 білий король | g8 білий слон · c7 білий слон · e7 чорний пішак · f7 чорна тура · b5 чорний пішак · h5 біла тура · a4 чорний король · g4 білий пішак · a3 білий пішак · d3 біла тура · e3 білий кінь · h3 чорний пішак · b1 білий кінь · e1 чорний кінь · g1 білий ферзь · h1 білий король | g8 білий слон · c7 білий слон · e7 чорний пішак · f7 чорна тура · b5 чорний пішак · h5 біла тура · a4 чорний король · g4 білий пішак · a3 білий пішак · d3 біла тура · e3 білий кінь · h3 чорний пішак · b1 білий кінь · e1 чорний кінь · g1 білий ферзь · h1 білий король | 7 |
| 6 | g8 білий слон · c7 білий слон · e7 чорний пішак · f7 чорна тура · b5 чорний пішак · h5 біла тура · a4 чорний король · g4 білий пішак · a3 білий пішак · d3 біла тура · e3 білий кінь · h3 чорний пішак · b1 білий кінь · e1 чорний кінь · g1 білий ферзь · h1 білий король | g8 білий слон · c7 білий слон · e7 чорний пішак · f7 чорна тура · b5 чорний пішак · h5 біла тура · a4 чорний король · g4 білий пішак · a3 білий пішак · d3 біла тура · e3 білий кінь · h3 чорний пішак · b1 білий кінь · e1 чорний кінь · g1 білий ферзь · h1 білий король | g8 білий слон · c7 білий слон · e7 чорний пішак · f7 чорна тура · b5 чорний пішак · h5 біла тура · a4 чорний король · g4 білий пішак · a3 білий пішак · d3 біла тура · e3 білий кінь · h3 чорний пішак · b1 білий кінь · e1 чорний кінь · g1 білий ферзь · h1 білий король | g8 білий слон · c7 білий слон · e7 чорний пішак · f7 чорна тура · b5 чорний пішак · h5 біла тура · a4 чорний король · g4 білий пішак · a3 білий пішак · d3 біла тура · e3 білий кінь · h3 чорний пішак · b1 білий кінь · e1 чорний кінь · g1 білий ферзь · h1 білий король | g8 білий слон · c7 білий слон · e7 чорний пішак · f7 чорна тура · b5 чорний пішак · h5 біла тура · a4 чорний король · g4 білий пішак · a3 білий пішак · d3 біла тура · e3 білий кінь · h3 чорний пішак · b1 білий кінь · e1 чорний кінь · g1 білий ферзь · h1 білий король | g8 білий слон · c7 білий слон · e7 чорний пішак · f7 чорна тура · b5 чорний пішак · h5 біла тура · a4 чорний король · g4 білий пішак · a3 білий пішак · d3 біла тура · e3 білий кінь · h3 чорний пішак · b1 білий кінь · e1 чорний кінь · g1 білий ферзь · h1 білий король | g8 білий слон · c7 білий слон · e7 чорний пішак · f7 чорна тура · b5 чорний пішак · h5 біла тура · a4 чорний король · g4 білий пішак · a3 білий пішак · d3 біла тура · e3 білий кінь · h3 чорний пішак · b1 білий кінь · e1 чорний кінь · g1 білий ферзь · h1 білий король | g8 білий слон · c7 білий слон · e7 чорний пішак · f7 чорна тура · b5 чорний пішак · h5 біла тура · a4 чорний король · g4 білий пішак · a3 білий пішак · d3 біла тура · e3 білий кінь · h3 чорний пішак · b1 білий кінь · e1 чорний кінь · g1 білий ферзь · h1 білий король | 6 |
| 5 | g8 білий слон · c7 білий слон · e7 чорний пішак · f7 чорна тура · b5 чорний пішак · h5 біла тура · a4 чорний король · g4 білий пішак · a3 білий пішак · d3 біла тура · e3 білий кінь · h3 чорний пішак · b1 білий кінь · e1 чорний кінь · g1 білий ферзь · h1 білий король | g8 білий слон · c7 білий слон · e7 чорний пішак · f7 чорна тура · b5 чорний пішак · h5 біла тура · a4 чорний король · g4 білий пішак · a3 білий пішак · d3 біла тура · e3 білий кінь · h3 чорний пішак · b1 білий кінь · e1 чорний кінь · g1 білий ферзь · h1 білий король | g8 білий слон · c7 білий слон · e7 чорний пішак · f7 чорна тура · b5 чорний пішак · h5 біла тура · a4 чорний король · g4 білий пішак · a3 білий пішак · d3 біла тура · e3 білий кінь · h3 чорний пішак · b1 білий кінь · e1 чорний кінь · g1 білий ферзь · h1 білий король | g8 білий слон · c7 білий слон · e7 чорний пішак · f7 чорна тура · b5 чорний пішак · h5 біла тура · a4 чорний король · g4 білий пішак · a3 білий пішак · d3 біла тура · e3 білий кінь · h3 чорний пішак · b1 білий кінь · e1 чорний кінь · g1 білий ферзь · h1 білий король | g8 білий слон · c7 білий слон · e7 чорний пішак · f7 чорна тура · b5 чорний пішак · h5 біла тура · a4 чорний король · g4 білий пішак · a3 білий пішак · d3 біла тура · e3 білий кінь · h3 чорний пішак · b1 білий кінь · e1 чорний кінь · g1 білий ферзь · h1 білий король | g8 білий слон · c7 білий слон · e7 чорний пішак · f7 чорна тура · b5 чорний пішак · h5 біла тура · a4 чорний король · g4 білий пішак · a3 білий пішак · d3 біла тура · e3 білий кінь · h3 чорний пішак · b1 білий кінь · e1 чорний кінь · g1 білий ферзь · h1 білий король | g8 білий слон · c7 білий слон · e7 чорний пішак · f7 чорна тура · b5 чорний пішак · h5 біла тура · a4 чорний король · g4 білий пішак · a3 білий пішак · d3 біла тура · e3 білий кінь · h3 чорний пішак · b1 білий кінь · e1 чорний кінь · g1 білий ферзь · h1 білий король | g8 білий слон · c7 білий слон · e7 чорний пішак · f7 чорна тура · b5 чорний пішак · h5 біла тура · a4 чорний король · g4 білий пішак · a3 білий пішак · d3 біла тура · e3 білий кінь · h3 чорний пішак · b1 білий кінь · e1 чорний кінь · g1 білий ферзь · h1 білий король | 5 |
| 4 | g8 білий слон · c7 білий слон · e7 чорний пішак · f7 чорна тура · b5 чорний пішак · h5 біла тура · a4 чорний король · g4 білий пішак · a3 білий пішак · d3 біла тура · e3 білий кінь · h3 чорний пішак · b1 білий кінь · e1 чорний кінь · g1 білий ферзь · h1 білий король | g8 білий слон · c7 білий слон · e7 чорний пішак · f7 чорна тура · b5 чорний пішак · h5 біла тура · a4 чорний король · g4 білий пішак · a3 білий пішак · d3 біла тура · e3 білий кінь · h3 чорний пішак · b1 білий кінь · e1 чорний кінь · g1 білий ферзь · h1 білий король | g8 білий слон · c7 білий слон · e7 чорний пішак · f7 чорна тура · b5 чорний пішак · h5 біла тура · a4 чорний король · g4 білий пішак · a3 білий пішак · d3 біла тура · e3 білий кінь · h3 чорний пішак · b1 білий кінь · e1 чорний кінь · g1 білий ферзь · h1 білий король | g8 білий слон · c7 білий слон · e7 чорний пішак · f7 чорна тура · b5 чорний пішак · h5 біла тура · a4 чорний король · g4 білий пішак · a3 білий пішак · d3 біла тура · e3 білий кінь · h3 чорний пішак · b1 білий кінь · e1 чорний кінь · g1 білий ферзь · h1 білий король | g8 білий слон · c7 білий слон · e7 чорний пішак · f7 чорна тура · b5 чорний пішак · h5 біла тура · a4 чорний король · g4 білий пішак · a3 білий пішак · d3 біла тура · e3 білий кінь · h3 чорний пішак · b1 білий кінь · e1 чорний кінь · g1 білий ферзь · h1 білий король | g8 білий слон · c7 білий слон · e7 чорний пішак · f7 чорна тура · b5 чорний пішак · h5 біла тура · a4 чорний король · g4 білий пішак · a3 білий пішак · d3 біла тура · e3 білий кінь · h3 чорний пішак · b1 білий кінь · e1 чорний кінь · g1 білий ферзь · h1 білий король | g8 білий слон · c7 білий слон · e7 чорний пішак · f7 чорна тура · b5 чорний пішак · h5 біла тура · a4 чорний король · g4 білий пішак · a3 білий пішак · d3 біла тура · e3 білий кінь · h3 чорний пішак · b1 білий кінь · e1 чорний кінь · g1 білий ферзь · h1 білий король | g8 білий слон · c7 білий слон · e7 чорний пішак · f7 чорна тура · b5 чорний пішак · h5 біла тура · a4 чорний король · g4 білий пішак · a3 білий пішак · d3 біла тура · e3 білий кінь · h3 чорний пішак · b1 білий кінь · e1 чорний кінь · g1 білий ферзь · h1 білий король | 4 |
| 3 | g8 білий слон · c7 білий слон · e7 чорний пішак · f7 чорна тура · b5 чорний пішак · h5 біла тура · a4 чорний король · g4 білий пішак · a3 білий пішак · d3 біла тура · e3 білий кінь · h3 чорний пішак · b1 білий кінь · e1 чорний кінь · g1 білий ферзь · h1 білий король | g8 білий слон · c7 білий слон · e7 чорний пішак · f7 чорна тура · b5 чорний пішак · h5 біла тура · a4 чорний король · g4 білий пішак · a3 білий пішак · d3 біла тура · e3 білий кінь · h3 чорний пішак · b1 білий кінь · e1 чорний кінь · g1 білий ферзь · h1 білий король | g8 білий слон · c7 білий слон · e7 чорний пішак · f7 чорна тура · b5 чорний пішак · h5 біла тура · a4 чорний король · g4 білий пішак · a3 білий пішак · d3 біла тура · e3 білий кінь · h3 чорний пішак · b1 білий кінь · e1 чорний кінь · g1 білий ферзь · h1 білий король | g8 білий слон · c7 білий слон · e7 чорний пішак · f7 чорна тура · b5 чорний пішак · h5 біла тура · a4 чорний король · g4 білий пішак · a3 білий пішак · d3 біла тура · e3 білий кінь · h3 чорний пішак · b1 білий кінь · e1 чорний кінь · g1 білий ферзь · h1 білий король | g8 білий слон · c7 білий слон · e7 чорний пішак · f7 чорна тура · b5 чорний пішак · h5 біла тура · a4 чорний король · g4 білий пішак · a3 білий пішак · d3 біла тура · e3 білий кінь · h3 чорний пішак · b1 білий кінь · e1 чорний кінь · g1 білий ферзь · h1 білий король | g8 білий слон · c7 білий слон · e7 чорний пішак · f7 чорна тура · b5 чорний пішак · h5 біла тура · a4 чорний король · g4 білий пішак · a3 білий пішак · d3 біла тура · e3 білий кінь · h3 чорний пішак · b1 білий кінь · e1 чорний кінь · g1 білий ферзь · h1 білий король | g8 білий слон · c7 білий слон · e7 чорний пішак · f7 чорна тура · b5 чорний пішак · h5 біла тура · a4 чорний король · g4 білий пішак · a3 білий пішак · d3 біла тура · e3 білий кінь · h3 чорний пішак · b1 білий кінь · e1 чорний кінь · g1 білий ферзь · h1 білий король | g8 білий слон · c7 білий слон · e7 чорний пішак · f7 чорна тура · b5 чорний пішак · h5 біла тура · a4 чорний король · g4 білий пішак · a3 білий пішак · d3 біла тура · e3 білий кінь · h3 чорний пішак · b1 білий кінь · e1 чорний кінь · g1 білий ферзь · h1 білий король | 3 |
| 2 | g8 білий слон · c7 білий слон · e7 чорний пішак · f7 чорна тура · b5 чорний пішак · h5 біла тура · a4 чорний король · g4 білий пішак · a3 білий пішак · d3 біла тура · e3 білий кінь · h3 чорний пішак · b1 білий кінь · e1 чорний кінь · g1 білий ферзь · h1 білий король | g8 білий слон · c7 білий слон · e7 чорний пішак · f7 чорна тура · b5 чорний пішак · h5 біла тура · a4 чорний король · g4 білий пішак · a3 білий пішак · d3 біла тура · e3 білий кінь · h3 чорний пішак · b1 білий кінь · e1 чорний кінь · g1 білий ферзь · h1 білий король | g8 білий слон · c7 білий слон · e7 чорний пішак · f7 чорна тура · b5 чорний пішак · h5 біла тура · a4 чорний король · g4 білий пішак · a3 білий пішак · d3 біла тура · e3 білий кінь · h3 чорний пішак · b1 білий кінь · e1 чорний кінь · g1 білий ферзь · h1 білий король | g8 білий слон · c7 білий слон · e7 чорний пішак · f7 чорна тура · b5 чорний пішак · h5 біла тура · a4 чорний король · g4 білий пішак · a3 білий пішак · d3 біла тура · e3 білий кінь · h3 чорний пішак · b1 білий кінь · e1 чорний кінь · g1 білий ферзь · h1 білий король | g8 білий слон · c7 білий слон · e7 чорний пішак · f7 чорна тура · b5 чорний пішак · h5 біла тура · a4 чорний король · g4 білий пішак · a3 білий пішак · d3 біла тура · e3 білий кінь · h3 чорний пішак · b1 білий кінь · e1 чорний кінь · g1 білий ферзь · h1 білий король | g8 білий слон · c7 білий слон · e7 чорний пішак · f7 чорна тура · b5 чорний пішак · h5 біла тура · a4 чорний король · g4 білий пішак · a3 білий пішак · d3 біла тура · e3 білий кінь · h3 чорний пішак · b1 білий кінь · e1 чорний кінь · g1 білий ферзь · h1 білий король | g8 білий слон · c7 білий слон · e7 чорний пішак · f7 чорна тура · b5 чорний пішак · h5 біла тура · a4 чорний король · g4 білий пішак · a3 білий пішак · d3 біла тура · e3 білий кінь · h3 чорний пішак · b1 білий кінь · e1 чорний кінь · g1 білий ферзь · h1 білий король | g8 білий слон · c7 білий слон · e7 чорний пішак · f7 чорна тура · b5 чорний пішак · h5 біла тура · a4 чорний король · g4 білий пішак · a3 білий пішак · d3 біла тура · e3 білий кінь · h3 чорний пішак · b1 білий кінь · e1 чорний кінь · g1 білий ферзь · h1 білий король | 2 |
| 1 | g8 білий слон · c7 білий слон · e7 чорний пішак · f7 чорна тура · b5 чорний пішак · h5 біла тура · a4 чорний король · g4 білий пішак · a3 білий пішак · d3 біла тура · e3 білий кінь · h3 чорний пішак · b1 білий кінь · e1 чорний кінь · g1 білий ферзь · h1 білий король | g8 білий слон · c7 білий слон · e7 чорний пішак · f7 чорна тура · b5 чорний пішак · h5 біла тура · a4 чорний король · g4 білий пішак · a3 білий пішак · d3 біла тура · e3 білий кінь · h3 чорний пішак · b1 білий кінь · e1 чорний кінь · g1 білий ферзь · h1 білий король | g8 білий слон · c7 білий слон · e7 чорний пішак · f7 чорна тура · b5 чорний пішак · h5 біла тура · a4 чорний король · g4 білий пішак · a3 білий пішак · d3 біла тура · e3 білий кінь · h3 чорний пішак · b1 білий кінь · e1 чорний кінь · g1 білий ферзь · h1 білий король | g8 білий слон · c7 білий слон · e7 чорний пішак · f7 чорна тура · b5 чорний пішак · h5 біла тура · a4 чорний король · g4 білий пішак · a3 білий пішак · d3 біла тура · e3 білий кінь · h3 чорний пішак · b1 білий кінь · e1 чорний кінь · g1 білий ферзь · h1 білий король | g8 білий слон · c7 білий слон · e7 чорний пішак · f7 чорна тура · b5 чорний пішак · h5 біла тура · a4 чорний король · g4 білий пішак · a3 білий пішак · d3 біла тура · e3 білий кінь · h3 чорний пішак · b1 білий кінь · e1 чорний кінь · g1 білий ферзь · h1 білий король | g8 білий слон · c7 білий слон · e7 чорний пішак · f7 чорна тура · b5 чорний пішак · h5 біла тура · a4 чорний король · g4 білий пішак · a3 білий пішак · d3 біла тура · e3 білий кінь · h3 чорний пішак · b1 білий кінь · e1 чорний кінь · g1 білий ферзь · h1 білий король | g8 білий слон · c7 білий слон · e7 чорний пішак · f7 чорна тура · b5 чорний пішак · h5 біла тура · a4 чорний король · g4 білий пішак · a3 білий пішак · d3 біла тура · e3 білий кінь · h3 чорний пішак · b1 білий кінь · e1 чорний кінь · g1 білий ферзь · h1 білий король | g8 білий слон · c7 білий слон · e7 чорний пішак · f7 чорна тура · b5 чорний пішак · h5 біла тура · a4 чорний король · g4 білий пішак · a3 білий пішак · d3 біла тура · e3 білий кінь · h3 чорний пішак · b1 білий кінь · e1 чорний кінь · g1 білий ферзь · h1 білий король | 1 |
|   | a | b | c | d | e | f | g | h |   |

1. Sf5? (перекрито Th5, послаблення А) ~ 2. Da7#, 1. ... b4!
1. Sc4? (перекрито Lg8, послаблення В) ~ 2. Da7#, Sb2#, 1. ... Tf2!
1. Sd5! (перекрито Th5, Lg8, послаблення А і В) ~ 2. Da7#
1. ... b4 2. Sb6#
1. ... Tf2 2. Sde3#
Виражено в синтезі з темою Сомова і переміною матів.